# Martín Yupanqui
Héctor Martín Yupanqui García (Lima, 20 de octubre de 1962) es un exfutbolista peruano. Se inició profesionalmente como arquero defendiendo al Club Deportivo San Agustín de San Isidro, también jugó por la selección de fútbol del Perú.

## Biografía
Vivió en San Miguel de Pedregal, Chosica, es hijo de Delfín Yupanqui Guevara y de quien fuera Enma García Carrión de Yupanqui, está casado con Mabel Tovar y tiene dos hijos: Bruno y Renzo.
Sus pininos en el fútbol los hizo en la canchita de San Miguel de Pedregal a la edad de ocho años jugando como arquero del equipo conformado por sus hermanos mayores Peye, Tito, Miguel, Carlos y José Manuel. Hoy ese campo deportivo es el estadio Héctor Martín Yupanqui García, inaugurado el 18 de noviembre de 2007 en homenaje a su trayectoria deportiva, siendo apadrinado por su padre Delfín Yupanqui.
El alcalde Luis Bueno de Chosica le otorgó los Laureles Deportivos Chosicanos por ser deportista destacado de la Villa del Sol.

## Trayectoria
Se inició profesionalmente como arquero defendiendo al Club Deportivo San Agustín de San Isidro. Jugó también por Alianza Lima, Deportivo Municipal, Unión Minas y Universitario de Deportes (del cual se declaró hincha) en la liga peruana de fútbol. En 1986, campeonó con el Deportivo San Agustín, en el equipo conformado por Chemo del Solar y Roberto Martínez y dirigido por Fernando Cuéllar. Participó en varias ediciones de la Copa Libertadores.
En 1998, jugando por el Unión Minas, sufrió rotura de ligamentos de la rodilla que lo mantuvo en cama por tres meses.

## Selección nacional
Entre 1986 y 1992, fue integrante de la selección de fútbol de Perú y participó en las eliminatorias para la Copa Mundial de Fútbol de 1990 y en la Copa América 1995.

## Clubes
| Club                | País | Año       |
| ------------------- | ---- | --------- |
| San Agustín         | Perú | 1982-1988 |
| Alianza Lima        | Perú | 1989      |
| San Agustín         | Perú | 1990-1992 |
| Universitario       | Perú | 1993-1997 |
| Unión Minas         | Perú | 1998      |
| Deportivo Municipal | Perú | 1999-2000 |

## Palmarés
| Título                    | Club          | País | Año  |
| ------------------------- | ------------- | ---- | ---- |
| Primera división del Perú | San Agustín   | Perú | 1986 |
| Primera división del Perú | Universitario | Perú | 1993 |